# 리어젯

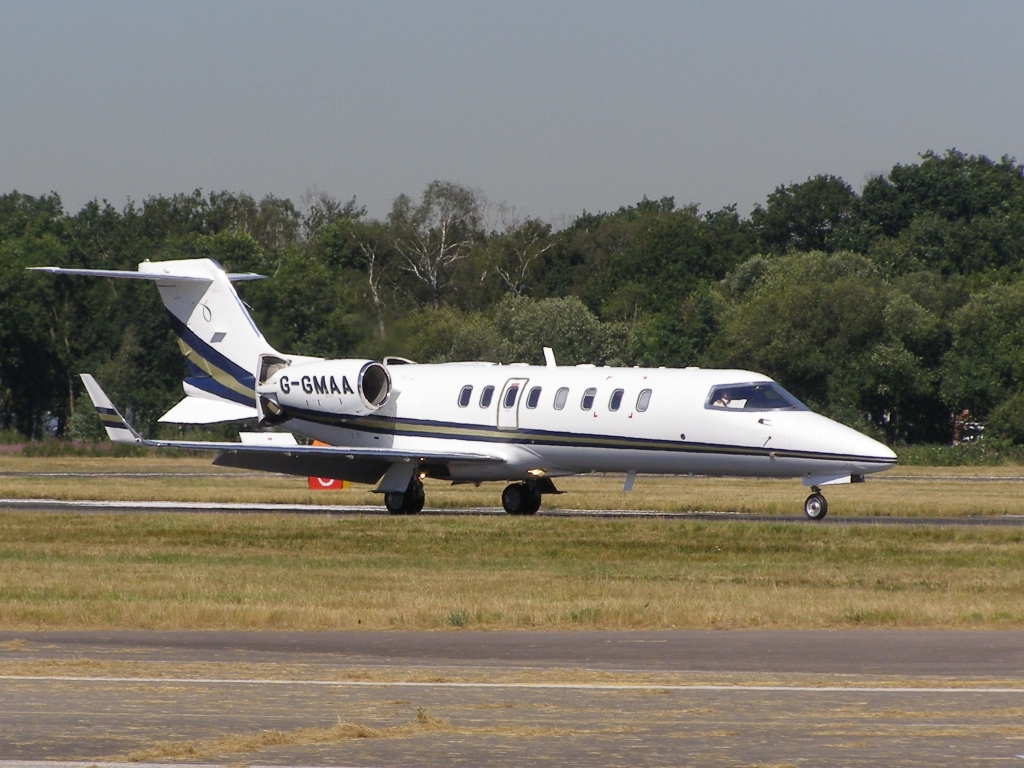

리어젯(Learjet) 또는 리어제트는 캐나다 국유의 민간, 군용 비즈니스 제트기 제조 기업으로, 미국 캔자스주 위치토에 위치해 있다. 1950년대 말 윌리엄 파월 리어에 의해 스위스 아메리칸 에비에이션 코퍼레이션(Swiss American Aviation Corporation)이라는 사명으로 설립되었으며 1990년부터는 캐나다 봄바디어 에어로스페이스의 자회사이다. 그러므로 봄바디어 리어젯 패밀리(Bombardier Learjet Family)로 광고되고 있다. 3,000번째 리어젯기가 2017년 6월 양도되었다.
2021년 2월, 봄바디어는 2021년 새로운 모든 리어젯기의 생산을 종료하되 현재 서비스 중인 항공기의 지원과 유지보수는 그대로 유지한다고 밝혔다.

## 브랜드 타임라인
- 리어 젯(Lear Jet) : 1962–1969
- 게이츠 리어젯(Gates Learjet) : 1969–1988
- 리어젯(LearJet) : 1988–1990
- 봄바디어 리어젯(Bombardier Learjet) : 1990–현재

## 항공기
- 리어젯 23
- 리어젯 24
- 리어젯 25
- 리어젯 28
- 리어젯 31
- 리어젯 35/36
- 리어젯 40
- 리어젯 45
- 리어젯 55
- 리어젯 60
- 리어젯 70/75